# Giacomo Del Maino

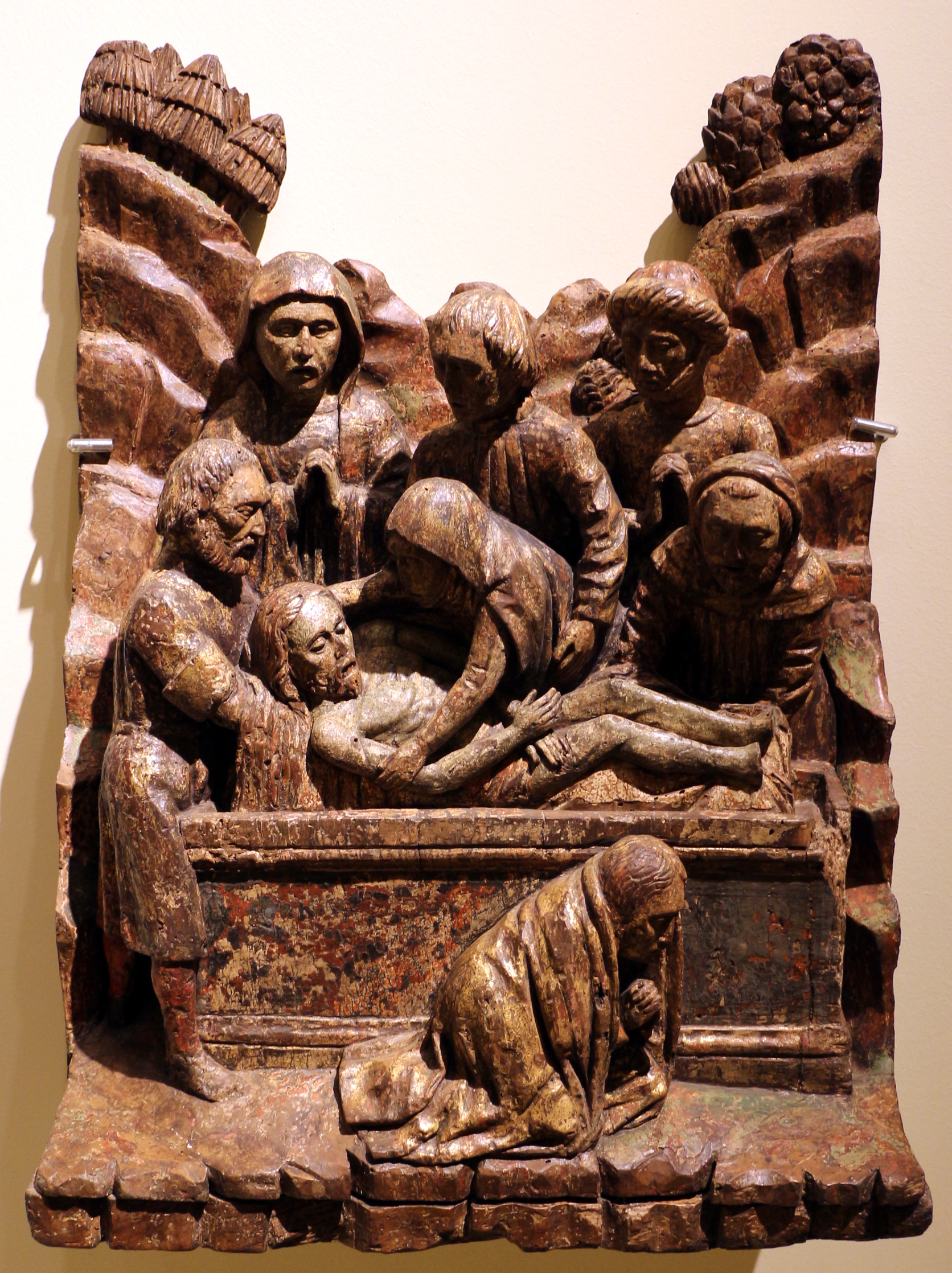
Deposizione, 1450–1475 ca., Castello Sforzesco, Mailand

Giacomo Del Maino (* vor 1469 in Mailand; † 1505 in Pavia) war ein italienischer Bildhauer und Architekt der Renaissance.

## Leben
Giacomo Del Maino stammte aus einer Familie von Holzkünstlern und war Leiter einer der wichtigsten Werkstätten im Herzogtum Mailand in der zweiten Hälfte des 15. Jahrhunderts. Seine Künstlerpersönlichkeit, die auf die Neuerungen der Renaissance in der Architektur und der bildenden Kunst achtete, brachte in der Lombardei zusammen mit den Brüder Giovanni Pietro und Giovanni Ambrogio De Donati und dem sogenannten Maestro di Trognano, eine sehr fruchtbare Zeit für die Herstellung hölzerner Werke der sakralen Kunst, angefangen bei großen Altären. Zu seinen frühesten Werken gehören die Stühle des Chors von Die Wallfahrtskirche Santa Maria del Monte (1478): die mit Szenen verzierten Dossale, die von großen Pflanzenmotiven dominiert werden, stellen seinen Stil dem von Baldino da Surso gegenüber.
Giacomo ist vor allem als Autor des Altarbildes (ca. 1485) bekannt, das Leonardo da Vincis La Vergine delle Rocce (Paris) umschließt. Der Vertrag zur Schaffung des Altarbildes wurde am 8. April 1480 mit der Bruderschaft der Unbefleckten Empfängnis unterzeichnet. Zu den weiteren bedeutenden Werken gehört das (ebenfalls verschollene) Altarbild, das für die Schule der Unbefleckten Empfängnis in der Kirche San Francesco Grande in Mailand (um 1483) geschaffen wurde. Die erhaltenen Dokumente zeugen von der Bedeutung des Werks, das eine „lista de li ornamenti“ (Liste der Ornamente) enthielt, die Leonardo und Ambrogio de Predis in Frage stellte. Die noch erhaltenen Altäre im Veltlin sind wahrscheinlich von diesem Werk inspiriert: der Altar der Kirche San Maurizio in Ponte in Valtellina, der in Zusammenarbeit mit Bernardino de Donati (Ancona dell’Immacolata) entstand, und der Altar von Sernio im Oratorium Santa Maria della Neve.
Im Jahr 1496, als seine beiden Söhne, Giovanni Angelo und Tiburzio, bereits in Mailand als Holzmeister eingetragen waren, beschloss Giacomo, seine Werkstatt von Mailand nach Pavia zu verlegen, vielleicht angezogen von den wichtigen Aufträgen für die Dekoration des Klosters der Certosa di Pavia dank seiner Kontakte zu Giovanni Antonio Amadeo. Zu dieser Zeit behielt Giacomo die Leitung der Werkstatt bei: die ersten Werke, in denen sich das größere künstlerische Talent von Giovanni Angelo abzuzeichnen begann, waren das Ergebnis einer engen Zusammenarbeit mit seinem Vater, wie zum Beispiel in der Ancona von Sankt Stephan in der Basilika San Michele Maggiore in Pavia.